# اتفاقية روما بشأن الأضرار التي تحدثها الطائرات الأجنبية للأطراف الثالثة على سطح الأرض
اتفاقية الأضرار التي تحدثها الطائرات الأجنبية للأطراف الثالثة على سطح الأرض المعروفة أيضا باسم اتفاقية روما هي معاهدة دولية مبرمة في روما في 7 أكتوبر 1952. دخلت حيز التنفيذ في 4 فبراير 1958 واعتبارا من عام 2013 صدقتها 49 دولة. كندا وأستراليا ونيجيريا الدول الأطراف السابقة نددت بالمعاهدة.